# Yttre orsaker till sjukdom och död
Yttre orsaker till sjukdom och död är en klass av dödsorsaker och orsaker till ohälsa.
Den omfattar yttre åverkan på människokroppen, i form av bland annat våld, olyckor, självmord och självskadebeteende.